# Tartaras
Tartaras és un municipi francès situat al departament del Loira i a la regió d'Alvèrnia-Roine-Alps. L'any 2007 tenia 734 habitants.

## Demografia

### Població
El 2007 la població de fet de Tartaras era de 734 persones. Hi havia 231 famílies de les quals 30 eren unipersonals (13 homes vivint sols i 17 dones vivint soles), 56 parelles sense fills, 132 parelles amb fills i 13 famílies monoparentals amb fills.
La població ha evolucionat segons el següent gràfic:
Habitants censats

### Habitatges
El 2007 hi havia 247 habitatges, 232 eren l'habitatge principal de la família, 7 eren segones residències i 9 estaven desocupats. 237 eren cases i 10 eren apartaments. Dels 232 habitatges principals, 191 estaven ocupats pels seus propietaris, 34 estaven llogats i ocupats pels llogaters i 6 estaven cedits a títol gratuït; 5 tenien dues cambres, 29 en tenien tres, 65 en tenien quatre i 132 en tenien cinc o més. 190 habitatges disposaven pel capbaix d'una plaça de pàrquing. A 68 habitatges hi havia un automòbil i a 148 n'hi havia dos o més.

### Piràmide de població
La piràmide de població per edats i sexe el 2009 era:
| Homes | Edats   | Dones |
| ----- | ------- | ----- |
| 0     | 95 o +  | 4     |
| 0     | 90 a 94 | 0     |
| 0     | 85 a 89 | 0     |
| 8     | 80 a 84 | 0     |
| 8     | 75 a 79 | 4     |
| 0     | 70 a 74 | 8     |
| 8     | 65 a 69 | 4     |
| 4     | 60 a 64 | 4     |
| 4     | 55 a 59 | 16    |
| 16    | 50 a 54 | 4     |
| 20    | 45 a 49 | 16    |
| 16    | 40 a 44 | 20    |
| 40    | 35 a 39 | 28    |
| 36    | 30 a 34 | 44    |
| 12    | 25 a 29 | 20    |
| 16    | 20 a 24 | 12    |
| 28    | 15 a 19 | 8     |
| 16    | 10 a 14 | 12    |
| 44    | 5 a 9   | 48    |
| 12    | 0 a 4   | 24    |

## Economia
El 2007 la població en edat de treballar era de 466 persones, 351 eren actives i 115 eren inactives. De les 351 persones actives 328 estaven ocupades (180 homes i 148 dones) i 22 estaven aturades (7 homes i 15 dones). De les 115 persones inactives 22 estaven jubilades, 66 estaven estudiant i 27 estaven classificades com a «altres inactius».

### Ingressos
El 2009 a Tartaras hi havia 240 unitats fiscals que integraven 732,5 persones, la mediana anual d'ingressos fiscals per persona era de 19.176 €.

### Activitats econòmiques
Dels 18 establiments que hi havia el 2007, 1 era d'una empresa extractiva, 1 d'una empresa alimentària, 2 d'empreses de fabricació d'altres productes industrials, 3 d'empreses de construcció, 3 d'empreses de comerç i reparació d'automòbils, 2 d'empreses de transport, 1 d'una empresa d'informació i comunicació, 1 d'una empresa financera, 1 d'una empresa immobiliària, 1 d'una empresa de serveis i 2 d'empreses classificades com a «altres activitats de serveis».
Dels 4 establiments de servei als particulars que hi havia el 2009, 1 era un electricista, 1 perruqueria, 1 veterinari i 1 agència immobiliària.
Dels 2 establiments comercials que hi havia el 2009, 1 era una fleca i 1 una perfumeria.
L'any 2000 a Tartaras hi havia 13 explotacions agrícoles que ocupaven un total de 164 hectàrees.

## Equipaments sanitaris i escolars
El 2009 hi havia una escola elemental integrada dins d'un grup escolar amb les comunes properes formant una escola dispersa.

## Poblacions més properes
El següent diagrama mostra les poblacions més properes.